# Міжнародна система розташування електродів 10–20 (ЕЕГ)

Розташування електродів системи Міжнародна 10-20 для реєстрації ЕЕГ (електроенцефалографії)

Система 10–20 або Міжнародна система 10–20 — це міжнародний признаний метод для опису та застосунку розташування електродів шкіри голови в контексті дослідження ЕЕГ, дослідження сну на полісомнографії або добровільного лабораторного дослідження. Цей метод було розроблено для підтримки стандартизованих методів тестування, які гарантують, що результати дослідження суб’єкта (клінічні чи дослідницькі) можна зібрати, відтворити та ефективно проаналізувати та порівняти за допомогою наукового методу . Система  працює завдяки взаємозв’язку між місцем розташування електрода та ділянкою мозку, що знаходиться під ним, зокрема корою головного мозку.
Під час циклів сну та неспання мозок виробляє різні, об’єктивно розпізнані та помітні електричні закономірності, які можуть бути виявлені електродами на шкірі. (Ці закономірності можуть відрізнятися та на них можуть впливати багаточисленні зовнішні фактори, такі як, наприклад, вік, ліки, що відпускаються за рецептом, соматичні діагнози, неврологічні інсульти/поранення/травми та зловживання психоактивними речовинами)
У назві «10» і «20» позначають той факт, що фактична відстань між сусідніми електродами становить 10% або 20% від загальної відстані зпереду-назад або справа-наліво черепа. Наприклад, вимірювання проводиться вздовж верхньої частини голови від назіону до ініону . Більшість інших поширених вимірювань («методів визначення орієнтирів») починаються біля одного вуха й закінчуються іншим, як правило, над маківкою. Використовувані конкретні анатомічні місця вуха включають козелок, вушну раковину та мастоїд .

## Маркування електродів
Кожне місце розміщення електрода має літеру для визначення частки або ділянки мозку, з якої він зчитує дані: передлобна (Fp, pre-frontal), лобова (F, frontal), скронева (T, temporal), тім’яна (P, parietal), потилична (O, occipital) та центральна (С, central). Зверніть увагу, що немає "центральної частки"; завдяки своєму розташуванню та залежно від індивідуума електроди «C» можуть демонструвати/представляти активність ЕЕГ, більш типову для лобової, скроневої та деякої тім’яно-потиличної активності, і завжди використовуються в полісомнографічних дослідженнях сну з метою визначення стадій сну.
Існують також (Z) місця: «Z» (англ. "zero" - нуль) відноситься до електрода, розміщеного на серединній сагітальній площині черепа (FpZ, Fz, Cz, Oz) і присутній здебільшого для контрольних/вимірювальних точок. Ці електроди не обов’язково відображатимуть або посилюватимуть активність кори латеральної півкулі, оскільки вони розміщені над мозолистим тілом і не відображатимуть належним чином жодну з півкуль. «Z» електроди часто використовуються як «заземлювальні» або «еталони»(англ. "references"), особливо в полісомнографічних дослідженнях сну та діагностичних/клінічних ЕЕГ-монтажах, призначених для представлення/діагностики епілептиформних нападів або можливої клінічної смерті мозку. Зауважте, що необхідна кількість ЕЕГ-електродів і їх ретельне, зважене розміщення збільшується з кожною клінічною вимогою та модальністю.
Електроди з парними номерами (2,4,6,8) стосуються розміщення електродів на правій стороні голови, тоді як непарні (1,3,5,7) стосуються розміщення електродів зліва; це стосується як електродів ЕЕГ, так і ЕОГ (вимірювання електроокулограми очей), а також розташування електродів ЕКГ (вимірювання електрокардіографії серця). Електроди підборіддя або ЕМГ ( електроміограми) частіше називають просто «правим», «лівим» і «референсним» або «загальним», оскільки зазвичай їх розміщено лише три, і вони можуть відрізнятися від ЕЕГ. і довідкові місця ЕОГ.
Знак «А» (іноді її називають «М» для соскоподібного відростка) означає видатний кістковий відросток, який зазвичай знаходиться позаду зовнішнього вуха (менш помітний у дітей та деяких дорослих). У базовій полісомнографії використовуються F3, F4, Fz, Cz, C3, C4, O1, O2, A1, A2 (M1, M2). Cz і Fz є «заземленими» або «загальними» опорними точками для всіх електродів ЕЕГ і ЕОГ, а A1-A2 використовуються для контралатерального прив’язування всіх електродів ЕЕГ. Цей ЕЕГ-монтаж може бути розширений для використання T3-T4, P3-P4, а також інших, якщо необхідний розширений або «судомний монтаж».

## Вимірювання
Специфічні анатомічні орієнтири використовуються для суттєвого вимірювання та позиціонування електродів ЕЕГ. Їх знаходять за допомогою рулетки та часто позначають жирним олівцем або «китайським маркером».
- Від носа до перенісся: назіон – це чітко вдавлена ділянка між очима, трохи вище перенісся, а ініон – це вершина задньої частини черепа, яка часто позначається горбком (видатний потиличний виступ, зазвичай локалізувати при м’якій пальпації). Між цими точками вздовж середньої лінії роблять позначки для Z-електродів з інтервалами 10%, 20%, 20%, 20%, 20% і 10%.
- Преаурикулярний до преаурикулярного (або козелок до козелка: козелок відноситься до невеликої частини хряща, що виступає наперед від вушної раковини ). Преаурикулярна точка знаходиться перед кожним вухом, і її можна легше знайти легкою пальпацією та, якщо необхідно, попросити пацієнта трохи відкрити рот. Електроди T3, C3, Cz, C4 і T4 розміщуються на мітках, зроблених з інтервалами 10%, 20%, 20%, 20%, 20% і 10% відповідно, виміряних на маківці.
- Окружність черепа вимірюється трохи вище вух (T3 і T4), трохи вище перенісся (на Fpz) і трохи вище потиличної точки (на Oz). Електроди Fp2, F8, T4, T6 і O2 розміщуються з інтервалами 5%, 10%, 10%, 10%, 10% і 5% відповідно, виміряні над правим вухом, спереду (Fpz) до назад (Oz). Те ж саме робиться для електродів з непарними номерами з лівого боку, щоб завершити повне коло.
- Методи вимірювання для розміщення точок F3, F4, P3 і P4 відрізняються. Якщо вимірювати спереду назад (монтажі Fp1-F3-C3-P3-O1 і Fp2-F4-C4-P4-O2), вони можуть бути на 25% «вгорі» від передньої та задньої точок (Fp1, Fp2, O1 і O2). Якщо вимірювати збоку в бік (монтажі F7-F3-Fz-F4-F8 і T5-P3-Pz-P4-T6), вони можуть бути на 25% «вгорі» від бічних точок (F7, F8, T5 і T6). Якщо вимірювати по діагоналі від Насіона до Ініону через точки C3 і C4, вони будуть на 20% перед і позаду точок C3 і C4. Кожен із цих методів вимірювання призводить до різних номінальних розміщень електродів.

При розміщенні електродів A (або M) часто необхідно провести пальпацію, щоб визначити найбільш виражену точку соскоподібного відростка за будь-яким вухом; невиконання цього завдання та розміщення контрольних електродів занадто низько (позаду вушної раковини, проксимальніше горла) може призвести до «артефакту ЕКГ» на ЕЕГ та ЕОГ через артефакт із сонних артерій. Артефакт ЕКГ можна зменшити за допомогою пост-фільтрації сигналів або шляхом «перестрибування» (співвідношення) електродів порівняння A/M, якщо заміна електродів порівняння неможлива, для покращення або якщо інші клінічні міркування перешкоджають правильному розміщенню в іншому випадку ( такі як вроджені вади розвитку або післяопераційні міркування, такі як кохлеарні імпланти).

## Системи з високою роздільною здатністю

Позиції електродів ЕЕГ у системі 10-10 з використанням модифікованої комбінаторної номенклатури разом із фідуціалами та пов’язаними частками мозку.

Під час запису більш детальної ЕЕГ із застосуванням більшої кількості електродів додаткові електроди додаються за допомогою поділу 10%, що заповнює проміжні ділянки на півдорозі між ділянками існуючої системи 10–20. Ця нова система іменування електродів є більш складною, що породжує модифіковану комбінаторну номенклатуру (MCN). Ця система MCN використовує 1, 3, 5, 7, 9 для лівої півкулі, що відповідає 10%, 20%, 30%, 40%, 50% відстані між іонами та назіями відповідно. Введення додаткових літерних кодів дозволяє називати місця проміжних електродів. Зауважте, що ці нові літерні коди не обов’язково стосуються ділянки в підлеглій корі головного мозку.
Нові літерні коди MCN для місць проміжних електродів:
- AF – між Fp і F
- FC – між F і C
- FT – між F і T
- CP – між C і P
- TP – між T і P
- PO – між P і O

Крім того, система MCN перейменовує чотири електроди системи 10–20:
- Т3 тепер Т7
- Т4 тепер Т8
- T5 тепер P7
- T6 тепер P8

Було запропоновано номенклатуру з вищою роздільною здатністю, яка називається «система 5%» або «система 10–5». 

## Зовнішні посилання
- Малюнок SVG системи 10-20 (нумерація розглядається як підмножина поділу 10%) ( PDF )
- Система 10-20 (нумерація розглядається як підмножина поділу 10%)

Шаблон:EEG